# Ordre de Bataille amerykańskiej dywizji pancernej w 1943
W 1943 Armia Stanów Zjednoczonych przeprowadziła reorganizację, która objęła Ordre de Bataille jednostek wojskowych prawie każdego szczebla. Większość zmian polegała na redukcji wszystkich „niebojowych” oddziałów i w porównaniu z wcześniejszą organizacją amerykańskiej dywizji pancernej stan osobowy został zmniejszony o ponad 3600 osób. Zmniejszono także o połowę liczbę czołgów lekkich, zwiększono za to ilość piechoty zmechanizowanej.

## Ordre de Bataille
Dywizja pancerna składała się z trzech batalionów piechoty zmechanizowanej, trzech batalionów pancernych, trzech batalionów artylerii oraz szeregu oddziałów pomocniczych i sztabowych. Większość amerykańskich dywizji miała tzw. „trójkową” strukturę (triangular organisation) – trzy jednostki niższego szczebla składały się na jedną jednostkę bezpośrednio wyższego szczebla. Łącznie w dywizji pancernej służyło 10937 oficerów, podoficerów i żołnierzy.

### Piechota
Podstawową jednostką organizacyjną był squad (oddział) składający się z 12 żołnierzy uzbrojonych w 10 karabinów samopowtarzalnych Garand, jeden karabin Springfield M1903 oraz ręczny karabin maszynowy BAR. Trzy oddziały strzeleckie, oraz dwa weapons platoons wyposażone w moździerze 60 mm i karabiny maszynowe 7,62 mm składały się na jeden rifle platoon (pluton strzelecki). Plutony wyposażone były w półgąsienicowe transportery opancerzone M3.
Trzy plutony strzeleckie, jeden pluton przeciwpancerny (3 armaty 57 mm) oraz oddział sztabowy składały się na kompanię strzelecką (rifle company).
Trzy kompanie strzeleckie, jedna kompania obsługi oraz oddział sztabowy składały się na batalion piechoty zmechanizowanej (armored infantry battalion). W skład batalionu wchodził jeszcze pluton armat samobieżnych, pluton moździerzy, pluton karabinów maszynowych oraz pluton zwiadowczy.
Łącznie w dywizji pancernej znajdowały się trzy bataliony o łącznej sile 3003 żołnierzy.

### Czołgi

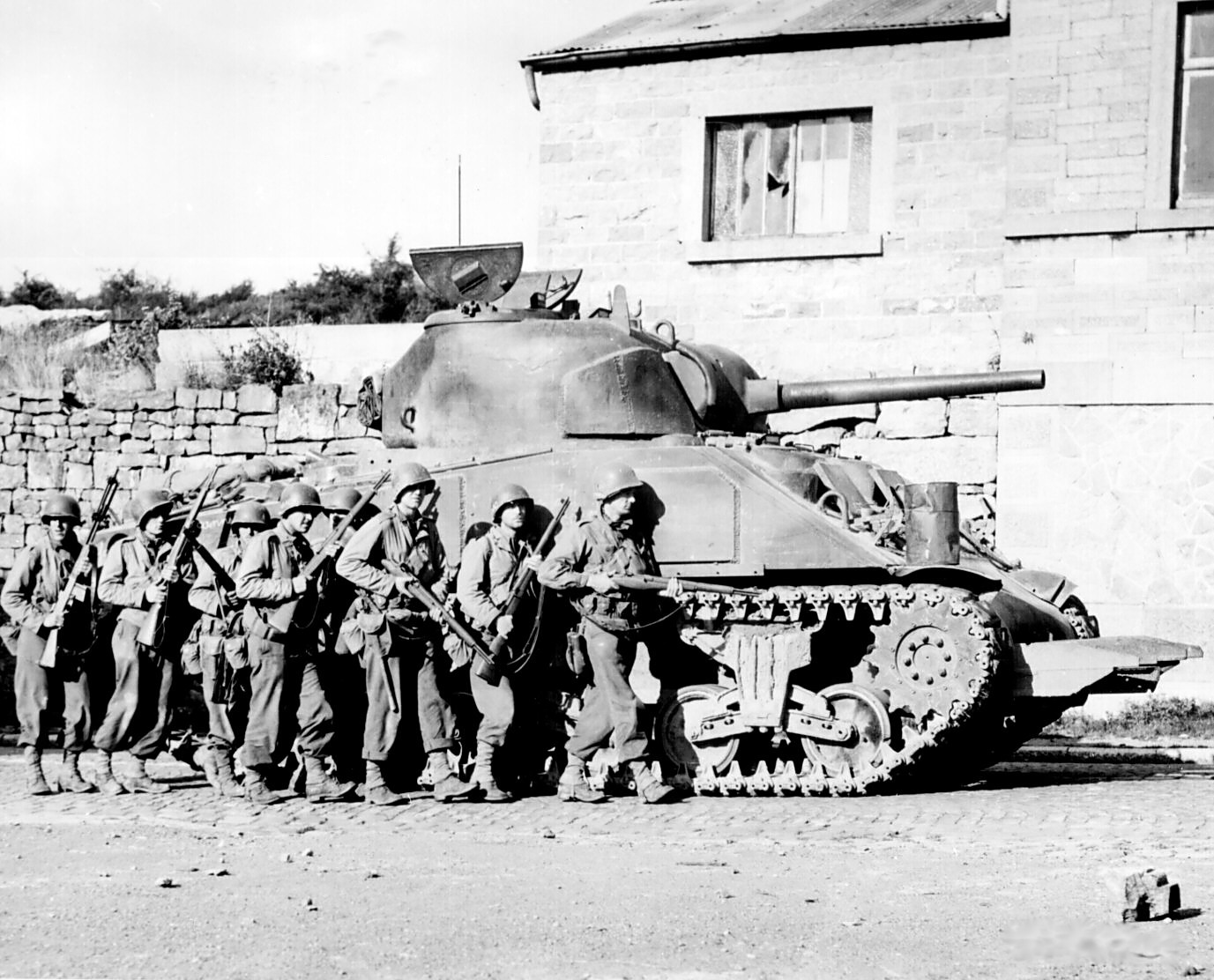
9 września 1944 w Belgii, czołg M4 Sherman z piechotą

Podstawową jednostką organizacyjną był pluton składający się z pięciu czołgów średnich (M4 Sherman), trzy plutony i oddział sztabowy składały się na kompanię pancerną (medium tank company).
Trzy kompanie czołgów średnich, jedna kompania czołgów lekkich (97 żołnierzy) oraz kompania obsługi wraz z oddziałem sztabowym składały się na batalion pancerny (tank battalion).
W skład dywizji wchodziły trzy bataliony pancerne, w skład których wchodził jeszcze dodatkowo pluton armat samobieżnych, pluton moździerzy oraz pluton zwiadowczy.
Łącznie w dywizji pancernej znajdowały się trzy bataliony czołgów o łącznej sile 2187 żołnierzy.

### Artyleria
Podstawową jednostką organizacyjną była bateria składająca się z sześciu samobieżnych haubic 105 mm M7 Priest. Trzy baterie, batalion obsługi oraz oddział sztabowy stanowiły jeden batalion artylerii.
W dywizji pancernej znajdowały się trzy bataliony artylerii, oddział sztabowy oraz oddział łącznikowy z lotnictwem, łącznie 1623 żołnierzy.

### Jednostki dodatkowe
W skład dywizji pancernej wchodziły dodatkowo:
- dwa oddziały sztabowe/dowodzące Combat Command A i Combat Command B (93 i 91 żołnierzy)
- sztab rezerwy Reserve Command (8)
- orkiestra dywizyjna (58)
- kompania sygnałowa (302)
- batalion zwiadowczy (935)
- batalion inżynieryjny (693)
- bataliony medyczne, naprawcze oraz pluton żandarmerii (łącznie 1373)

Dodatkowo zazwyczaj do dywizji pancernej dołączony był batalion artylerii przeciwlotniczej oraz batalion niszczycieli czołgów.

## Wyposażenie
|                                   | Liczba |
| --------------------------------- | ------ |
| Czołgi średnie M4 Sherman         | 186    |
| Czołgi lekkie M3/M5 Stuart        | 77     |
| Karabiny M1 Garand                | 2063   |
| Karabinki M1                      | 5286   |
| Armaty samobieżne M7 Priest       | 54     |
| Pistolety maszynowe M3            | 2803   |
| Pancerzownice Bazooka             | 607    |
| Karabiny maszynowe 7,62 mm M1919  | 465    |
| Karabiny maszynowe 12,7 mm M2     | 404    |
| Transportery półgąsienicowe M2/M3 | 501    |
| Inne pojazdy różnego typu         | 2653   |